# Michelle Langstone

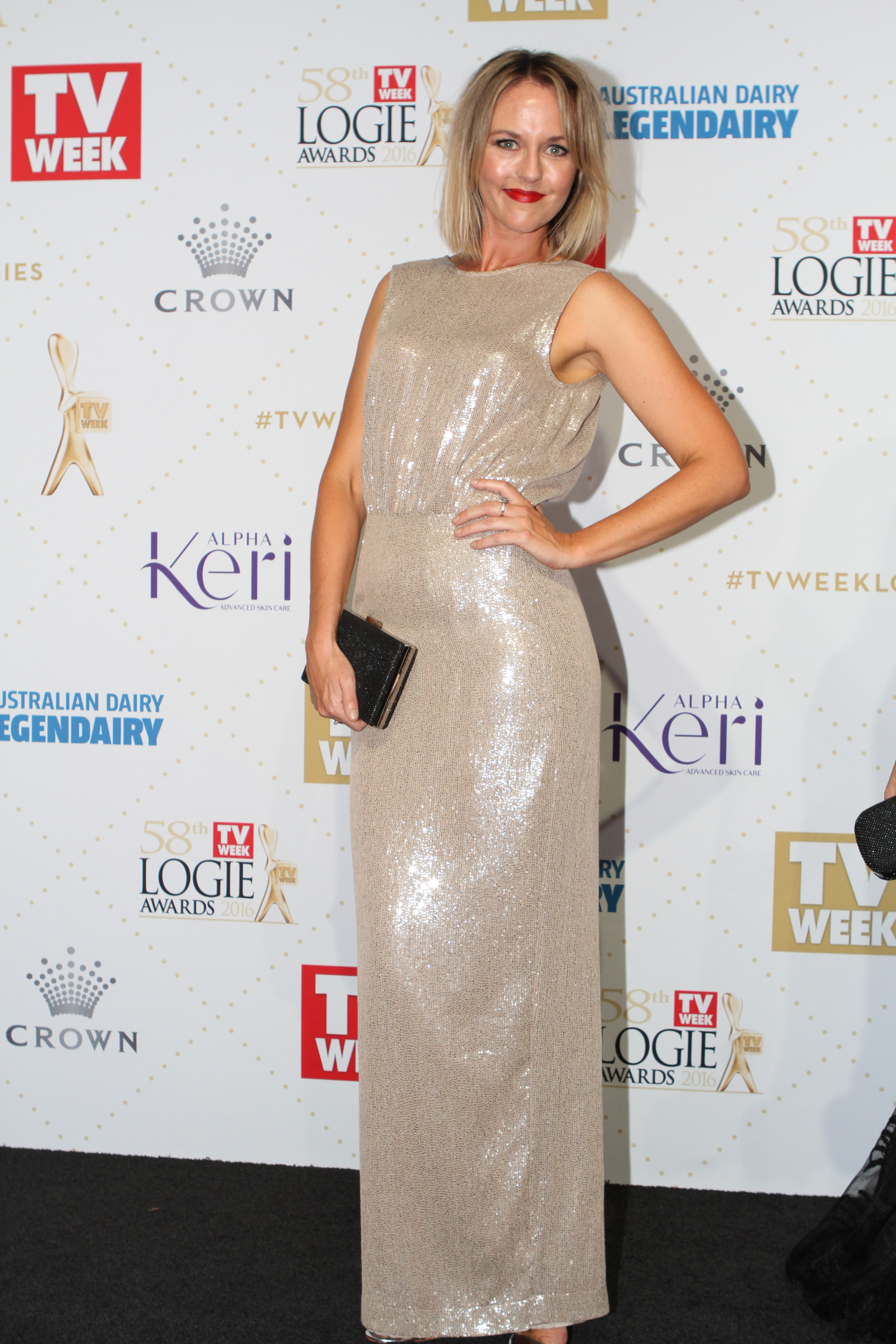
Michelle Langstone in 2016

Michelle Langstone (Auckland, 30 januari 1979) is een Nieuw-Zeelandse actrice.
Ze werd door haar moeder ingeschreven voor acteerlessen toen ze zes was, omdat ze heel verlegen was. Ze heeft de opleiding "performing and screenarts" aan het Unitec in Auckland. Ze is in haar eentje naar Australië gekomen. Langstone heeft nog enige tijd een relatie gehad met McLeod's Daughters-acteur Aaron Jeffery. Deze liep ten einde toen hij verhuisde naar Sydney.
Zelf heeft ze in de eerste afleveringen van seizoen 6 van McLeod's Daughters de rol van Fiona Webb gespeeld. Ook was zij te zien in de series Spin Doctors, the Strip, Xena: Warrior Princess en Being Eve en in de films For Good, The Waiting Place en Power Rangers; hierin speelde ze dokter Katherine Manx.
Langstone was in 2003 genomineerd voor "The New Zealand Film and Tv Awards" voor haar rol in For Good. In 2007 was ze genomineerd voor "The Logie Award", Most Populair New Female Talent. Geen van beide nominaties werden verzilverd.
- Library of Congress Control Number: no2017152820
- Virtual International Authority File: 5756151172704939210004
- WorldCat: E39PBJfGVWTkcH3hFfwbPjmjmd